# 谷川駅
谷川駅（たにかわえき）は、兵庫県丹波市山南町池谷字中道坪にある、西日本旅客鉄道（JR西日本）の駅である。大阪近郊区間の終端駅の1つ。
地元では「たにがわ」と濁って発音されることもある。

## 概要
当駅の所属線である福知山線と、当駅を終点とする加古川線の2つの路線が接続する。
両線の乗り継ぎは考慮されていない。これは、両線をまたぐ利用者が極めて少ないことが理由である。ただし接続時間が大きく空く場合は福知山線の列車内では予めそのように案内される。また、かつて阪神・淡路大震災により東海道本線・山陽本線が寸断された折には、迂回ルートとして接続が図られていた。

## 歴史
- 1899年（明治32年）5月25日：阪鶴鉄道の篠山駅（現在の篠山口駅） - 柏原駅間延伸により開業[1][2]。旅客・貨物取扱開始[2]。
- 1902年（明治35年）12月16日：公衆電報取扱開始[4]。
- 1907年（明治40年）8月1日：阪鶴鉄道国有化[2]。国有鉄道の駅となる。
- 1909年（明治42年）10月12日：線路名称制定。阪鶴線所属駅となる。
- 1912年（明治45年）3月1日：線路名称改定。阪鶴線の福知山駅以南が福知山線に改称し、当駅もその所属となる。
- 1924年（大正13年）12月27日：播丹鉄道（現在の加古川線）が野村駅（現・西脇市駅）から延伸し、当駅に乗り入れ[5]。
- 1943年（昭和18年）6月1日：播丹鉄道が国有化され鉄道省加古川線となる[5]。
- 1982年（昭和57年）10月3日：貨物取扱廃止[2]。
- 1985年（昭和60年）3月14日：荷物扱い廃止[2]。
- 1987年（昭和62年）4月1日：国鉄分割民営化に伴い、西日本旅客鉄道（JR西日本）の駅となる[2][6]。
- 1992年（平成4年）4月1日：篠山口鉄道部発足により、その管轄となる。
- 2009年（平成21年）6月1日：篠山口鉄道部廃止に伴い福知山支社直轄に戻され、篠山口駅による被管理駅となる。
- 2021年（令和3年）
  - 3月13日：福知山線でICカード「ICOCA」の利用が可能となる[7]。
  - 7月1日：駅業務がJR西日本福知山メンテックからJR西日本交通サービスに移管された。
- 2022年（令和4年）10月1日：組織改正により、福知山線が近畿統括本部福知山管理部の管轄になり、福知山駅の被管理駅となる。
- 2024年（令和6年）7月1日 - 2025年（令和7年）2月28日：加古川線西脇市駅 - 当駅間における利用増加実証実験として、特急「こうのとり」下り2本、上り4本が追加で臨時停車[8][9]。
- 2025年（令和7年）
  - 2月28日：みどりの券売機プラスを導入[10]。
  - 3月14日：みどりの窓口の営業を終了[3][10][11]。
  - 4月1日：終日無人駅化[3]。
  - 4月13日 - 10月13日：大阪・関西万博期間中の加古川線西脇市 - 当駅間における利用増加実証実験として、加古川線西脇市 - 当駅間で1日2往復(上下各2本)が追加で増発と特急「こうのとり」下り1本、上り3本が追加で臨時停車[12]。

## 駅構造

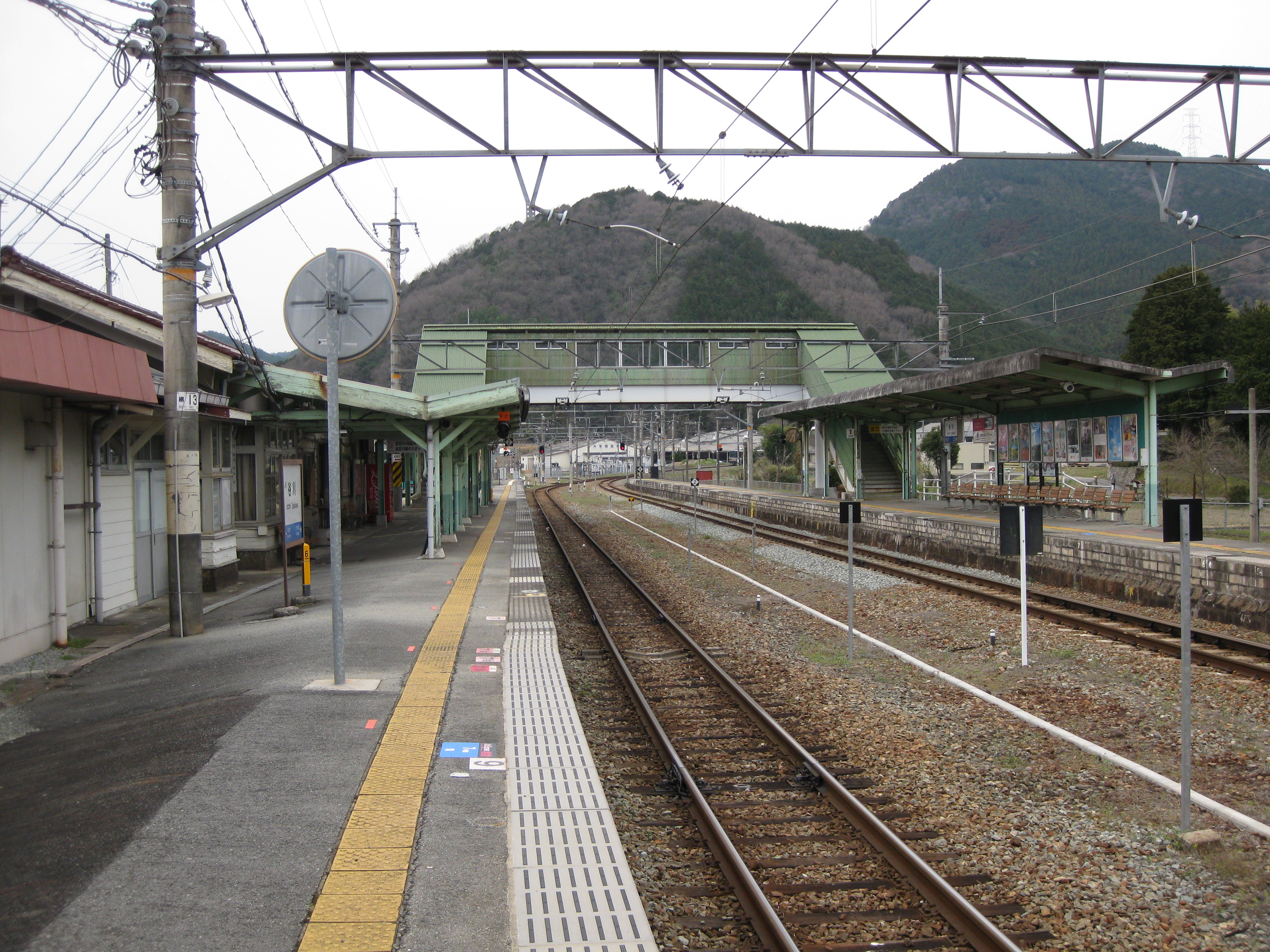
福知山線ホーム。2番のりば。（2013年3月）

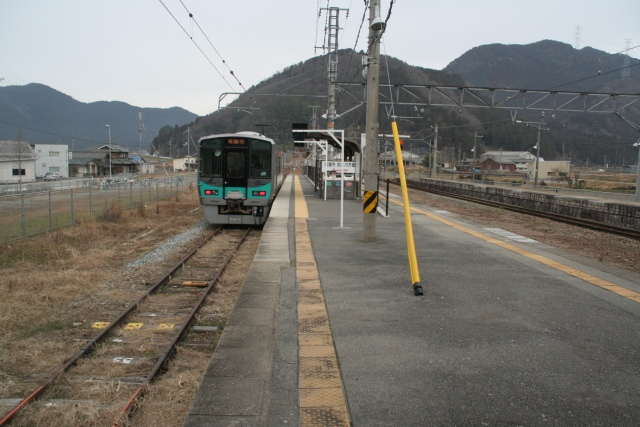
加古川線ホーム。右側が2番のりば。（2007年2月）

福知山線用の2面2線の相対式ホームと、その一部を切欠き式とした加古川線用のホームが1線、合計2面3線を擁する地上駅。
駅舎側が2番のりば、向かいの1番のりばへは跨線橋で連絡している。加古川線のりばは、2番のりば福知山寄りホームの反対側にある。かつては、駅舎側から1番のりば・跨線橋を渡ったホームが島式ホームで2番・3番のりば、現在の加古川線のりばは4番のりばであった。1・2番のりばの間にあった通過線と旧3番のりばの線路は撤去されている。トイレは改札外に自治体管理で他目的トイレ併設のものがある。
福知山線と加古川線の線路は駅の西側でつながっているが、行き来するには久下村方の引き上げ線に入り、入換作業をしなければならない。そのため、阪神・淡路大震災の迂回輸送の際にも両線を通した直通輸送は行われなかった。
駅舎は1938年（昭和13年）に建築されたもので、運転取扱の規模拡大により度々増改築されている。現在では、待合室・改札口の一部だけが使用されており、待合室の一角にはキヨスクが営業していたが2017年頃閉鎖された。
みどりの券売機プラスが設置されている。過去にはみどりの窓口が1995年より設置され、マルスによる発券をしていたが、企画きっぷなどは一部のみの取り扱いであった。2021年3月13日から福知山線でICOCAなどの交通系ICカードが使用できるようになった。なお、加古川線西脇市・加古川方面はICOCAなどの交通系ICカードは使用できない。

### のりば
| のりば          | 路線     | 方向 | 行先               | 備考                                           |
| --------------- | -------- | ---- | ------------------ | ---------------------------------------------- |
| 1・2            | 福知山線 | 下り | 福知山方面         | 2番のりばのみ                                  |
| 1・2            | 福知山線 | 上り | 篠山口・三田方面   | 2番のりばが原則。行き違いがある場合、1番のりば |
| 加古川線 のりば | 加古川線 | -    | 西脇市・加古川方面 | 旧4番のりば                                    |

付記事項
- 福知山線は1番のりばを上下本線とする一線スルーの配線となっている。当駅通過列車は1番のりばを通過する。
- 行き違いがない場合、上下線とも2番のりばに停車する。行き違いがない一部の篠山口・大阪方面行きの特急列車、行き違いがある場合、篠山口・大阪方面行きの上り列車は1番のりばに入る。
- 2002年1月時点では土曜日の登校日に福知山駅 - 当駅間の列車が設定されていた[15]。

## ダイヤ
福知山線
- 基本的に、篠山口駅発着の普通列車（主に日中）、ないし大阪駅発着の快速列車・普通列車（朝晩。快速列車は実質は各駅停車）のいずれかが1時間に1本停車する。
- 特急「こうのとり」は主に朝と夜間で一部の列車が停車する。ただし、停車しない列車の中には対向列車との行き違いのため運転停車（ドアは開かず乗降はできない）しているものがあり、2024年・2025年に一部の列車で実施された臨時停車は、この運転停車中にドアを開放し乗降できるようにしたものである[8]。

加古川線
- 全て普通列車で、1日9本（土曜・休日は8本）発着する。加古川行きが12時台に1本だけ設定されているが、その他はすべて西脇市行きである。

## 利用状況
「兵庫県統計書」によると、2016年（平成28年）度の1日平均乗車人員は453人である。
当駅は円応教本部の最寄駅で、信者の一定の利用がある。教団の行事が行われる毎月6日には、特急の臨時停車や当駅止まりの臨時快速が運行されていたことがある。
また、鉄道利用促進を図るべく、2007年度には近距離利用時の特急料金の一部を自治体が助成する社会実験が行われ、当駅もその対象となった。
しかし駅周辺の人口の減少や、モータリゼーションの進展もあって、利用者は年々減少傾向にある。
近年の1日平均乗車人員は以下の通りである。
| 年度   | 1日平均 乗車人員 |
| ------ | ---------------- |
| 1998年 | 828              |
| 1999年 | 757              |
| 2000年 | 717              |
| 2001年 | 683              |
| 2002年 | 682              |
| 2003年 | 646              |
| 2004年 | 628              |
| 2005年 | 594              |
| 2006年 | 578              |
| 2007年 | 559              |
| 2008年 | 559              |
| 2009年 | 547              |
| 2010年 | 541              |
| 2011年 | 523              |
| 2012年 | 528              |
| 2013年 | 548              |
| 2014年 | 494              |
| 2015年 | 473              |
| 2016年 | 453              |

## 駅周辺
おおむね田園地帯だが、住宅街も形成されている。かつては近隣に旅館や食堂などがあった。駅前には丹波竜像という恐竜像がある。
- 谷川駅前郵便局
- JA丹波 ひかみ久下店
- 丹波警察署池谷駐在所
- 長野公民館
- 丹波市立久下小学校
- 石龕寺
- 慧日寺
- 常勝寺
- 如来寺
- 丹波竜化石工房 ちーたんの館[注釈 3][17]
- 円応教本部[注釈 3][1]
- 賀茂神社
- 兵庫県道86号多可柏原線
- 篠山川
- 石戸川

### バス路線
駅前に「谷川駅」停留所があり、ウイング神姫（旧・神姫グリーンバス）の路線（坂尻行き・柏原行き）が発着する。

## 隣の駅
西日本旅客鉄道（JR西日本）
 福知山線
- 特急「こうのとり」一部停車駅

■丹波路快速・■普通
下滝駅 - 谷川駅 - 柏原駅
 加古川線
久下村駅 - 谷川駅